# Rézbányay József
Rézbányay József (Paks, 1860. január 20. – Eger, 1936. május 4.) római katolikus pap, hittudományi és kánonjogi doktor, teológiai tanár.

## Élete
Pakson született Rézbányay János egyházi író unokaöccseként. A gimnázium két osztályát Kalocsán, a többit Pécsett végezte. 1878-től mint pécsegyházmegyei papnövendék Bécsben a Pazmáneumban nevelkedett és az egyetemen hallgatta a hittudományi előadásokat. (Közben nevelő volt az Eszterházy-családnál és növendékeivel több külföldi utazást tett). 1882. szeptember 17-én pappá szentelték és Ráczpetrén, Nádasdon segédlelkészkedett. 1885-ben Pécsett a papnevelő intézet tanulmányi felügyelőjévé neveztetett ki. 
1886 márciusában avatták a bécsi egyetemen hittudományi (1891. Kolozsvárt kánonjogi) doktorrá. A pécsi papnevelő intézetben szónoki és irodalmi társulatot, 1890-ben Szigetvárott, 1891-ben Mohácson, 1887-ben Német-Bolyban legény-egyleteket szervezett; 1886-tól a pécsi legény-egylet másodelnöke (az egylet részére 1891-ben 2000 korona alapítványt tett). 1890-től óta a legény-egyletek pécsegyházmegyei elnöke. 1891-ben tevékeny részt vett a pécsi hitelbank megalapításában. 
Többször utazott külföldön, így 1881-ben és 1887-ben Olaszországban. A pécsi hittudományi intézetben a patrisztika rendkívüli és a tanítóképzőben 1887-től (másfél évig) ideiglenes, a hittudományi főiskolán a patrisztika megtartásával, az erkölcstan és lelkipásztorkodás rendes tanára lett. Az egyházi szónoklatot, a költészetet és irodalmat is művelte; az egyházi folyóiratok és más hírlapok is 1886 óta több helyen tartott egyházi és alkalmi beszédei közlik és németre is lefordították. 
A bécsi, budapesti és kolozsvári tudományos egyetem tagja. 1894-ben a budapesti egyetem hittudományi kara tiszteleti tagjául választotta. 1898. február 24-én a Szent István Társulat irodalmi osztályának lett tagja. A Szent Pál Társulat, amelyet ő alapított újra 1886-ban és tíz évig igazgatója volt, valamint a Budapesti Papnevelő Intézet magyar irodalmi iskolája tiszteleti tagjának választotta. 1894-től zsinati vizsgáló, 1899-től szentszéki tanácsos, 1907-től levéltárnok és a papi líceumban az etika és az egyetemes történelem tanára. 1916-ban tiszteletbeli, 1918-ban székesegyházi kanonok és a szeminárium rektora. 1920 és 1923 között pécsi plébános, székesegyházi főesperes, 1922-től brigittaszigeti címzetes prépost. 1915-ben a Szent István Akadémia I. osztályának alapító tagja. 
1936-ban hunyt el 76 éves korában.

## Művei

### Folyóiratcikkek
Cikkei, költeményei, egyházi beszédei a következő hirlapokban és folyóiratokban jelentek meg: Magyar Korona (1878-80); Katholikus Hetilap (1880-1881); Magyar Sion (1890. Szent Cyprián élete és munkái, 1891. A pécsi román stílü bazilika, XI., XIII. Szent Ambrozius püspök); Hittudományi Folyóirat (1890-1892., 1893. XIII. Leo pápasága, 1898-1901., 1903-1905); a Pécsnek rendes munkatársa (1886-83); Magyar Állam (1891., 1892. 248. sz. Az irodalom jelentőségéről és feladatáról vallási és közművelődési tekintetben, 1897., 1902. 194. Mit köszön Magyarország a kereszténységnek?); Mohács és Vidéke (1891); Hitszónoklati Folyóirat (1896. Mária-beszédek, 1899., 1900.); és több szent beszéde a M. Államban 1887-től stb. Kath. Szemle (1896. Magyarországi szent Margit, 1897. Az újonnan kanonizált szentek, 1898-1901. költ. és tárczák); Pécsi Közlöny (1898-1900., 1902. aug. 5. Szauter Antal, 1903.); Szent Antal Lapja (1903. költ.); Religio (1904. költ.).

### Önállóan megjelent művei
- Mennyei hangok. Bécs, 1880. (Sujánszky Antallal és Patrubán Herminnel együtt. Magyar, latin és német szöveg. Dallama Patrubántól.)
- Encomium in hon. jubil. L. sacerd. Leonis XIII. Quinque-Ecclesis, 1886.
- Karácsonyi oratorium. Uo. 1887. (Megzenésítve Horák V: H. által.)
- Mennyekzői dal. Uo. 1889.
- Gyakorlati útmutatás a szülőknek. Olaszból Pater Secondo Franco nyomán. Uo. 1890.
- A jövendő Krisztusé. Uo. év n. (Bátaszéki Emlékkönyv.)
- A kereszténység hatása a jog fejlődésére. Bpest, 1890.
- A pécsi román stílű bazilika. Esztergom, 1891. (Különny. a M. Sionból.)
- Király-himnusz. B.-pest, 1891. (Zenéje Hoffer Károlytól. Díszkiadás.)
- Egy fontos közművelődési intézet. Pécs, 1892. (Különnyom. a Pécsből.)
- Az egyház és az állam között való viszony kérdése hazánkban. Bpest, 1892.
- XIII. Leo pápasága. Uo. 1893. (Különnyomat a Hittud. Folyóiratból.)
- Compendium patrologiae et patristicae. Quinque-Ecclesiis, 1894. (Ism. Kath. Szemle.)
- Magister choralis. Uo. 1894. (Glatt Ignácz ford. Haberl után, R. közreműködésével.)
- A Miasszonyunkról nevezett apáczák megtelepítése Magyarországon. Pécs, 1894.
- Névnapra. uo., 1894.
- Üdvözlő levél. Uo. 1894.
- Magyarországi szent Margit, Skótország királynéja. Bpest, 1896.
- Salesiának. Pécs, 1896. január 27. (Költ.)
- A nemzeti, tartományi és egyházmegyei zsinat. Budapest, 1896. (Különnyom. a Hittudományi Folyóiratból.)
- Ave Maria. Pécs, 1896. (Költemény. Zenéje Wajdics Alajostól. Díszkiadás színes képpel.)
- Magyarok éneke. Uo. 1896. (Dallama Hoffer Károlytól.)
- Hat szentbeszéd májusi ájtatosságra, a női ereklyékről. Győr, 1897. (Különny. a Borromaeusból.)
- Üdvözlégy Mária. Hét szent beszéd. Bpest, 1897. (Különny. a Hitszónoklati Folyóiratból.)
- Üdvözlet. Pécs, 1898. jan. 27. (Költ.)
- Fourier sz. Péter és Zacharia szent Antal élete. Esztergom, 1897. (Különny. a M. Sionból.)
- Szent Ambrus püspök élete. Uo. 1897. (Különny. a M. Sionból.)
- A lelkipásztor személye. Budapest, 1898. (Különny. a Hittudományi Folyóirat 1897-98. évf.-ból.)
- Salve Regina. Öt szent beszéd. Pécs, 1899. (Különnyomat a Hitszónoklati Folyóiratból.)
- A keresztény Magyarország. Pécs, 1900.
- Üdvözlégy. Uo. 1900. (Költ. a paksi templom felszentelésére.)
- A házasság szentsége lelkipásztori szempontból. Bpest, 1901. (Különny. a Hittudom. Folyóirat 1900. és 1901. évf.-ból.)
- Az egyházi szónoklat kézikönyve. Pécs, 1904. (Részben különny. a Hittudom. Folyóirat 1902-1904. évf.-ból.)
- Az egyházi szónoklat egyetemes története. Esztergom-Pécs, 1904-06. Két kötet. (A III. kötet sajtó alatt.)
- Bölcseleti erkölcstan. (Ethika). Vezérfonalul jogakad. előadásokhoz és magánhasználatra. Pécs, 1917.
- Szemelvények Rézbányay József költeményeiből. Uo., 1925.
- Rézbányay József szent beszédei az egyháziév minden ünnep és vasárnapjára. 1-2. köt. Uo., 1925.
- Szemelvények Rézbányay József költeményeiből. Uo., 1928.